# Frank Clarke (Filmeditor)
Frank Clarke (* 31. Dezember 1915 in London; † September 2002 in Devon) war ein britischer Filmeditor.
Frank Clarke kam über seinen Schulfreund Ralph Kemplen Mitte der 1930er Jahre zum Filmschnitt. Im Zweiten Weltkrieg diente er bei der Army Film Unit, dort wurden Lehr- und Dokumentarfilme erstellt. Nach dem Krieg kam er zur britischen Sektion der Metro-Goldwyn-Mayer, hier war er für den Schnitt britisch-amerikanischer Produktionen zuständig. Insgesamt wirkte er an 36 Produktionen mit. Ab Ende der 1960er Jahre war er als Lehrer an der London Film School tätig.

## Filmografie (Auswahl)
- 1949: Verschwörer (Conspirator)
- 1950: Ihr Geheimnis (The Miniver Story)
- 1952: Ivanhoe – Der schwarze Ritter (Ivanhoe)
- 1953: Es begann in Moskau (Never let me Go)
- 1953: Mogambo
- 1953: Die Ritter der Tafelrunde (Knights of the Round Table)
- 1954: Beau Brummell
- 1956: Knotenpunkt Bhowani (Bhowani Junction)
- 1957: I Accuse!
- 1958: Der kleine Däumling (Tom Thumb)
- 1959: Die Nacht ist mein Feind (Libel)
- 1962: Licht auf der Piazza (Light in the Piazza)
- 1963: Hotel International (The V.I.P.s)
- 1964: Der gelbe Rolls-Royce (The Yellow Rolls-Royce)
- 1966: Blow Up